# Монти (Сардиния)
Монти (итал. Monti) — коммуна в Италии, располагается в регионе Сардиния, в провинции Сассари.
Население составляет 2 385 человек (30-6-2019), плотность населения составляет 19,26 чел./км². Занимает площадь 123,82 км². Почтовый индекс — 7020. Телефонный код — 0789.
Покровителями коммуны почитаются Пресвятая Богородица (Santa Maria della Pace), праздник отмечается 25 октября, и святой мученик Гавиний Римский.

## Демография
Динамика населения:

## Администрация коммуны
- Официальный сайт: http://www.comune.monti.ss.it/

## Примечание
1. ↑  Statistiche demografiche ISTAT. demo.istat.it. Дата обращения: 28 ноября 2019. Архивировано 24 июля 2019 года.